# سد وودو
سد وودو (به لاتین: Wudu Dam) یک سد وزنی در چین است که در جیانگیو واقع شده‌است.